# Uzunkavak, Tortum
Uzunkavak là một xã thuộc huyện Tortum, tỉnh Erzurum, Thổ Nhĩ Kỳ. Dân số thời điểm năm 2011 là 445 người.